# صاریغ پاتاگونیا
صاریغ پاتاگونیا (نام علمی: Lestodelphys halli) نام یک گونه از تیره صاریغ است.